# رمان گرافیکی
رمان گرافیکی (به انگلیسی: Graphic novel) یک نوع کتاب با محتوای داستانهای مصور است که با ترکیب کلمات و تصاویر به عنوان قالب کتاب در نظر گرفته می‌شود و می‌توانند به صورت داستان یا غیر داستانی باشد، البته معمولاً یک داستان مستقل با طرح پیچیده‌ای ارائه می‌دهد.

## تاریخچه
برای نخستین بار ریچارد کایل، مورخ کمیک، اصطلاح «رمان گرافیکی» را در مقاله‌ای در نوامبر ۱۹۶۴ تعریف کرد و سپس ویل آیزنر برای متمایز کردن کتاب خود به نام «قرارداد با خدا» در سال ۱۹۷۸ برای اولین بار از این اصطلاح استفاده کرد به همین منظور جایزه آیزنر به افتخار او نامگذاری شده‌است. کتاب‌هایی مانند کتاب آیزنر: مراقبان (۱۹۸۶ تا ۱۹۸۷) نوشته آلن مور، شوالیه تاریکی بازمی‌گردد (۱۹۸۶) نوشته فرانک میلر و برنده جایزه پولیتزر، ماوس (۱۹۸۰ تا ۱۹۸۶) نوشته آرت اسپیگلمان، تقاضای استفاده از این نوع قالب را روشن‌تر کرد و باعث رونق کمیک‌های به اصطلاح بزرگسال در اواسط تا اواخر دهه ۱۹۸۰ شد.